# Jonathan Bolduc
Pour les articles homonymes, voir Bolduc.
Jonathan Bolduc, né en 1977, est professeur à l’Université Laval en éducation musicale. Il donne des formations à des enseignements sur le terrain, et enseigne à l’école Oraliste de Québec.

## Éducation
En 2000, Jonathan Bolduc obtient son baccalauréat en interprétation de la musique à l’Université de Montréal. Par la suite, en 2002, il complète une maîtrise en enseignement de la didactique du français à cette même université. En 2006, Jonathan obtient son doctorat en éducation musicale à l’Université Laval. Il poursuit, en 2007, ses études postgrades en rythmique à Genève à l’institut Jaques-Dalcroze. En 2009, il finalise son postdoctorat à l’Université de Memphis avec l’approche Orff-Schulwerk.

## Carrière en enseignement

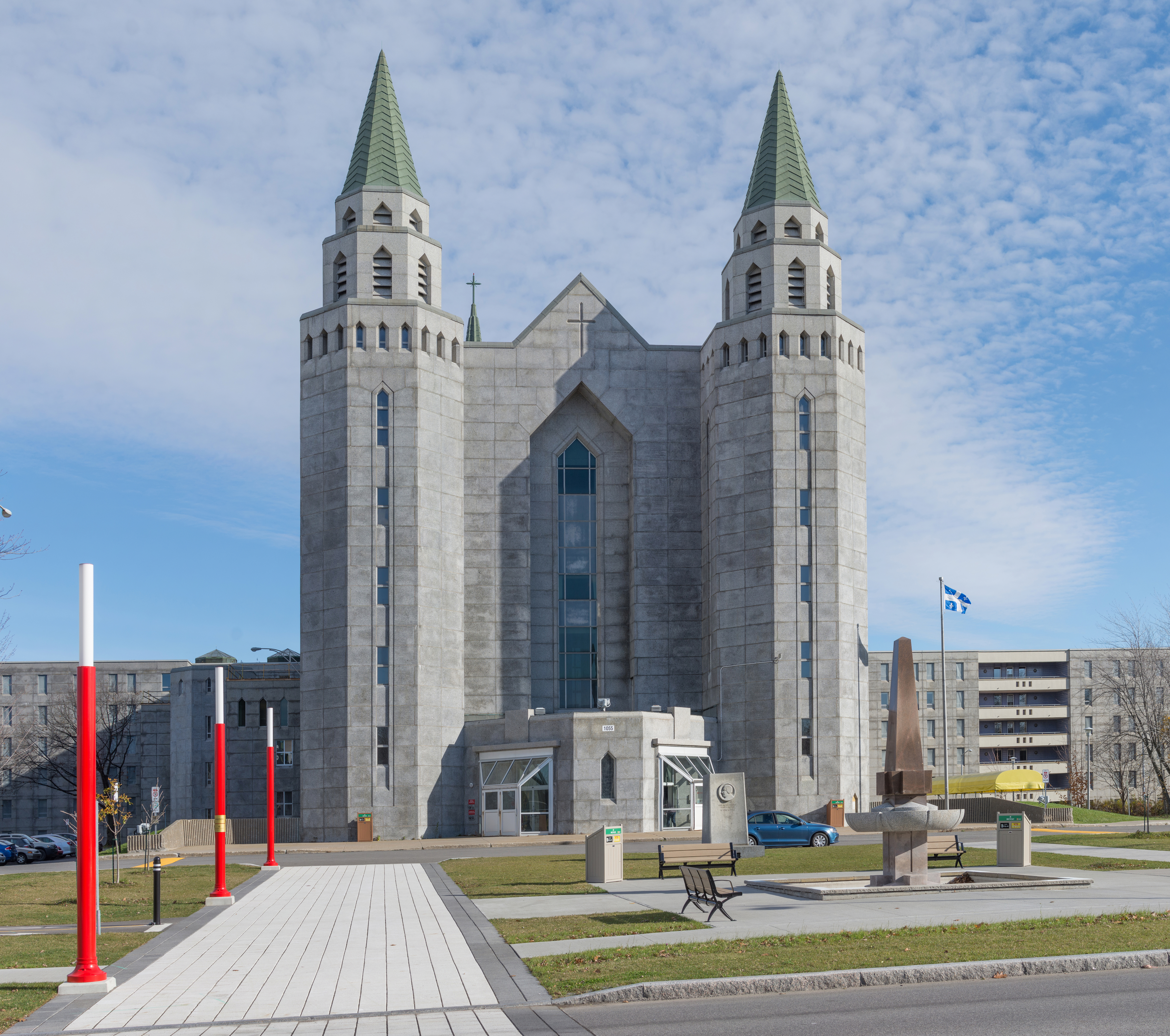
Pavillon Louis-Jacques Casault où se situe la faculté de musique de l'Université Laval

Jonathan Bolduc commence de 2005 à 2006 sa carrière de professeur en tant que professeur invité en Suisse à la haute école pédagogique Bejune. Ensuite, il devient professeur adjoint à la faculté d’éducation de l’Université d’Ottawa de 2006 à 2013. De 2008 à 2009, il est, à la même université, le directeur de la formation à l’enseignement à la faculté d’éducation. Il est ensuite professeur agrégé à la même faculté de 2009 à 2013. Il change d’université en 2013 pour devenir professeur agrégé de la faculté de musique à l’Université Laval. Il est finalement en 2016 professeur titulaire à cette même faculté. En plus de sa carrière en tant que professeur, il est spécialiste de musique à l’école Oraliste de Québec pour les enfants sourds et malentendants.

## Recherches
Jonathan Bolduc est titulaire de niveau 2 de chaire de recherche en sciences humaines depuis le 1er novembre 2017.

### Laboratoire MUS-ALPHA
Jonathan Bolduc est le directeur et fondateur du laboratoire MUS-ALPHA, qui est composé selon leur site « de chercheurs, de praticiens, de stagiaires et d'étudiants qui œuvrent dans des domaines variés et complémentaires, tels que l'éducation musicale, la petite enfance, la psychologie du développement, la didactique, la psychopédagogie, l’éveil au langage, l'orthophonie et l'audiologie ». Le laboratoire a comme but de faire de la recherche en lien avec l’impact de l’apprentissage de la musique chez les enfants de 0 à 12 ans et de faire de la formation auprès des enseignants.

## Colloque
Jonathan Bolduc participe, en juin 2018, au Colloque Européen Transnational intitulé Favoriser une meilleure réussite avec la musique.

## Matériel didactique
Jonathan Bolduc crée différents matériels didactiques. Il a deux livres de comptines pour apprendre la musique aux éditions Passe-Temps et il a trois ressources pédagogiques différentes avec le Laboratoire MUS-ALPHA, dont il est le directeur. Il est aussi co-auteur de Pseudo avec l’orthophoniste Anie Vachon. Selon le site des éditions Fortissimo, « Pseudo vise à susciter l’intérêt, motiver votre enfant pour l’apprentissage de la lecture, qu’il ait ou non des besoins particuliers (difficultés de langage, troubles de l’attention, autisme, etc.), et lui faire vivre des réussites lors de ses premiers pas de l’apprentissage de la lecture. ».

## Publications et écriture
Jonathan Bolduc a plus de 27 publications scientifiques à son actif que ce soit en écriture collaborative ou en écriture seul. Il fait aussi en 2020 une publication dans un article de journal de La Presse en réponse à un autre texte. Il écrit aussi dans la revue canadienne de musique Intersection en 2007 un article sur la musique dans la vie des enfants.

### Livres
- Bolduc, J. et Lefebvre, P. (2017). Des comptines pour apprendre. Éditions Passe-Temps.
- Vachon, A. et Bolduc, J. (2019). Pseudo : Apprentissage du langage par la musique. Éditions Fortissimo.

### Articles évalués par des pairs
- Bolduc, J. et K. Guay. (2021). Rhythmic Training: An Innovative Approach to Remediation of Phonological Dyslexia. Canadian Music Educator (vol. 62, no 3).
- Boisvert, S., Bolduc, J. et Moreno Sala, M. T. (2019). What is the relationship between vocal accuracy and the perceptual abilities of kindergarten children? The Changing Face of Music and Art Education (Volume 9).
- Bolduc, J. (2015). La musique ça enchante! In A. Charron & C. Raby (Ed.), Intervenir au préscolaire, pour favoriser le développement global de l’enfant: Éditions CEC (2e ed.), 145-152.
- Bolduc, J. (2019). Apprendre par la musique. In F. Estienne et T. De Barelli (Ed.). Remédiation orthophonique par la musique. De Boeck Superieur, 47-58.
- Bolduc, J. et Evrard, M. (2017). Music education from birth to five: An examination of early childhood educators’ practices. Research and Issues in Music Education.
- Bolduc, J. et Rondeau, J. (2015) Rythmons les apprentissages! Langage et pratiques, 56, 15-23.
- Bolduc, J., Gosselin, N., Chevrette, T. etr Peretz, I. (2020). The Impact of Music Training on Inhibition Control, Phonological Processing, and Motor Skills in Kindergarteners: A Randomized Control Trial, Early Childhood Development and Care.
- Bolduc, J., Grenier, C. et Raymond, J. (Under Press). Music training helps prevent learning problems: how music activities foster language development in early childhood, Orff Echo.

### Chapitres de livres
- Evrard, M. et Bolduc, J. (2015). Développer le langage oral par des activités musicales chez des enfants avec TSA d’âge préscolaire, Langage et pratiques, 56, 43-49.
- Evrard, M. et Bolduc, J. (2018). L'éducation musicale: un outil créatif pour soutenir les interactions sociales chez un enfant autiste d'âge préscolaire. Canadian Journal of Education, 41(1), 44-68.
- Gaboury, V., Lavoie, N., Lessard, A. et Bolduc, J. (2015). Combiner musique et écriture pour l’apprentissage de l’orthographe. Langage et pratiques, 56, 23-32.
- Lefebvre, P., Bolduc, J. et Guay, J-D. (2019). Musique et développement de la conscience phonologique : l’apport des comptines au cours de la petite enfance. In F. Estienne et T. De Barelli (Ed.). Remédiation orthophonique par la musique. De Boeck Superieur, 63-76.
- Lessard, A. et Bolduc, J. (2016). Les effets d’un programme d’entrainement lecture-musique sur le développement du vocabulaire et de la morphosyntaxe d’élèves francophones de 2e année. McGill Journal, 51(2), 715-73[1].
- Bolduc, J. et A. Vachon. (2009). Les chemins croisés de la littératie et de la musique. Pistes d'intervention pour les enfants d'âge préscolaire. In A. Charron, C. Bouchard et G. Cantin (Ed.). Langage et littératie chez l'enfant en service de garde éducatif. Presses de l'Université du Québec, 93-105.